# Pseudabispa paragioides
Pseudabispa paragioides är en stekelart som först beskrevs av Meade-waldo 1910.  Pseudabispa paragioides ingår i släktet Pseudabispa och familjen Eumenidae. Inga underarter finns listade i Catalogue of Life.